# 土瓜灣遊樂場

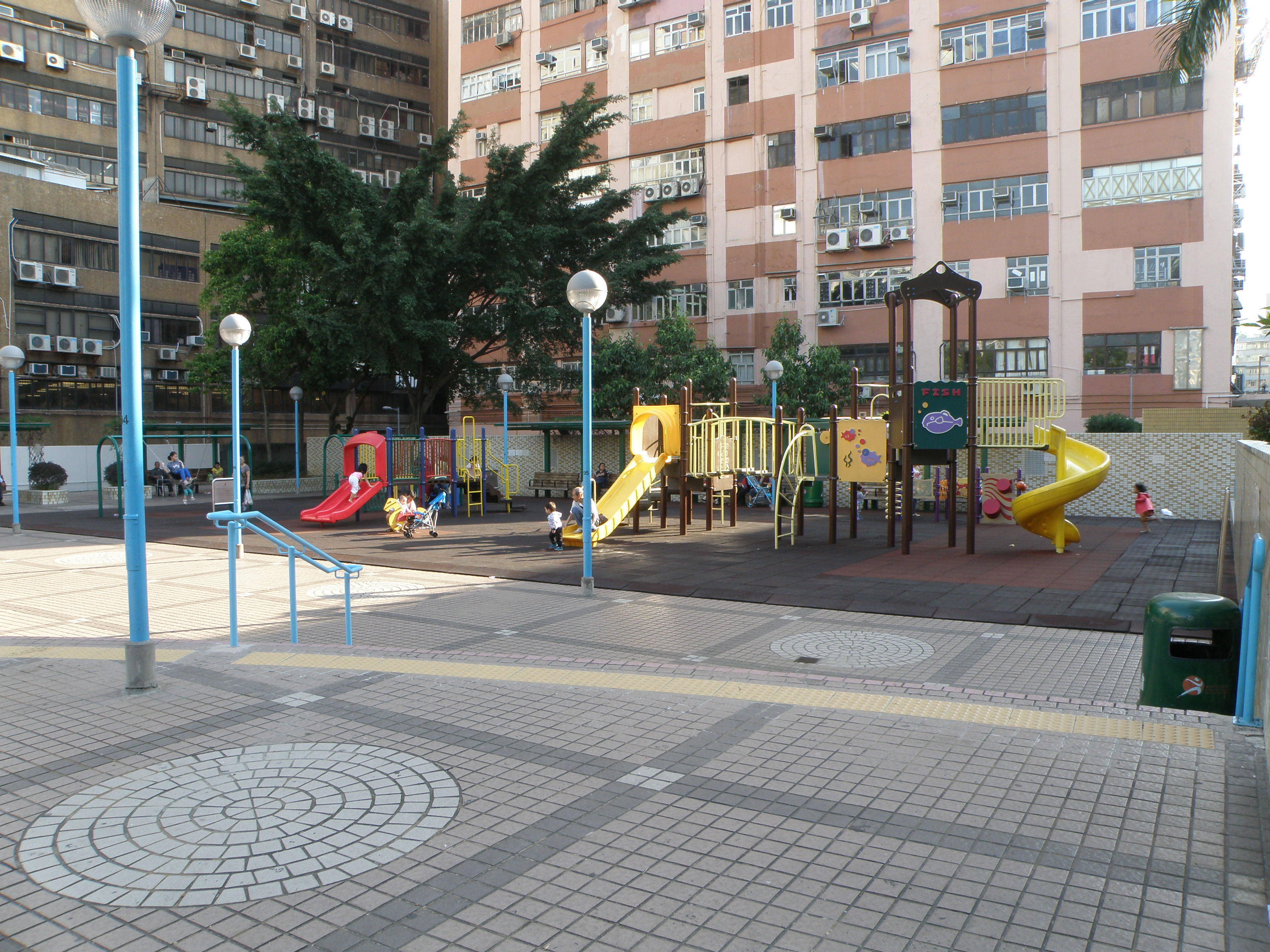
兒童遊樂場

土瓜灣遊樂場（英語：To Kwa Wan Recreation Ground）位於香港九龍土瓜灣下鄉道66號，由康樂及文化事務署管理。

## 歷史
土瓜灣遊樂場所在地原為馬坑涌山，早於1940年代末已被用作石礦場之用；為興建啟德機場隧道，山體於1970年代夷平作為工程地盤。至1980年代工程完成後，該地盤一直空置，直至香港政府耗資3,200萬港元興建本遊樂場，並於1987年竣工啟用。

## 禁煙安排
此場地全面禁煙。

## 設施
- 跑道，長440米。
- 兩座硬地小型足球場
- 兩座籃球場
- 花園
- 土瓜灣體育館

## 相關參見
- 香港公園列表